# Тростянский, Владлен Константинович
Владлен Константинович Тростянский (26 января 1935, Киев — 28 июля 2014, Киев) — советский борец классического стиля, серебряный призёр олимпийских игр в классической борьбе, двукратный чемпион СССР. Мастер спорта СССР по греко-римской борьбе (1957). Мастер спорта СССР международного класса, Почётный мастер спорта СССР (1963), Заслуженный тренер Украины.

## Биография
Родился в Киеве в 1935 году.
В восьмом классе 1951 году начал посещать борцовский зал дома культуры железнодорожников. После школы учился в Киевском электротехническом техникуме железнодорожного транспорта.
В 1958 году впервые выступил на командном первенстве СССР, где он сумел свести вничью схватку с олимпийским чемпионом Олегом Караваевым. В 1961 году впервые выиграл чемпионат страны.
Однако три последующий года В. Тростянский неизменно оставался вторым в СССР после Омара Эгадзе. Несмотря на это был включён в олимпийскую команду, возможно что не по спортивному принципу
На Летних Олимпийских играх 1964 года в Токио боролся в весовой категории до 57 килограммов (легчайший вес).
Победитель турнира определялся по количеству штрафных баллов к окончанию турнира, штрафные баллы начислялись борцу в любом случае, кроме чистой победы, так победа по решению судей приносила 1 штрафной балл, проигрыш по решению судей 3 штрафных балла. Участник, набравший 6 штрафных баллов выбывал из турнира.
В схватках:
- в первом круге решением судей выиграл у Анвера Бешергиля (Турция), получив 1 штрафной балл;
- во втором круге решением судей выиграл у Бишамбара Сингха (Индия), получив 1 штрафной балл;
- в третьем круге решением судей выиграл у Бернарда Книттера (Польша), получив 1 штрафной балл;
- во четвёртом круге в схватке с Иржи Швецом (Чехословакия) была зафиксирована ничья, принесшая 2 штрафных балла;
- в пятом, финальном круге решением судей выиграл у Йона Черни (Румыния) и таким образом, занял второе место. Обошедший его Масамицу Итигути выиграл все схватки, получив 3 штрафных балла. Занявший третье место Йон Черня также набрал 5 баллов, но уступил в личной встрече.[9]

При этом сам В. Тростянский указывает на несовершенство правил: ни он, ни Йон Черня в ходе турнира не встречались с Итигути
Своим коронным броском Владлен Тростянский называл бросок через бедро за одну руку.
После олимпиады борец продолжает выступать на соревнованиях, в 1966 году вновь становится чемпионом СССР, но на чемпионате мира в Толедо в том же году занял только 5-е место.
После окончания активной спортивной карьеры Владлен Константинович перешёл на тренерскую работу, долгое время являлся заместителем директора СДЮШОР Федерации греко-римской борьбы Киева
Умер  28 июля 2014 года в Киеве.